# Monoculodes semenovi
Monoculodes semenovi är en kräftdjursart som beskrevs av Gurjanova 1938. Monoculodes semenovi ingår i släktet Monoculodes och familjen Oedicerotidae. Inga underarter finns listade i Catalogue of Life.